# Phytomyptera spinosovirilia
Phytomyptera spinosovirilia là một loài ruồi trong họ Tachinidae.